# カーリング精神
カーリング精神（カーリングせいしん、The Spirit of Curling）とは、カーリング競技の基本理念。また、これを述べた文章。すべてのルールやジャッジを支えるものとして、競技者の間で尊重されており、カーリング競技規則の冒頭に前文として掲載されている。

## 概要
競技において、自らを律し、フェアに参加すべきことを述べたものである。原文は英語であり、競技各国によって自国語に訳されている。

## 解説
ここに述べられている理念の背景として、カーリングがイギリス（スコットランド）発祥のスポーツの例に漏れず、プレイヤーを審判の監視でがんじがらめにするよりも、その自発的・自律的なフェアプレーにゆだねること（セルフジャッジ）を美徳とする競技であるということが挙げられる。
最後のよりどころとしてルールは存在するが、その解釈や適用は第一義的にはプレイヤーにゆだねられる。プレイヤー間の意見が食い違い、紛争が生じて初めて審判が介入するのがカーリング競技の基本的なありかたである。このような考え方、あるいは美意識は、文中ではtradition（伝統、しきたり、掟）として言及される。したがってtraditionにあたる部分は、「昔から受け継がれてきた美徳」「美しき伝統」などと読みかえることも可能である。ただし、明文化されたruleと、暗黙のうちに共有されるべきtraditionを対置している面にも注意を要する。
またタイトルなどにみられる語spiritは、日本語では「精神」と訳されることが多いが、「すべての源泉となる抽象的本質」といった含意をもち、その点類似の言葉soul（魂、生命力）やmind（思考）、heart（心、感情）と異なる。この意味において、文中にある「精神」の語は「理念」「心がまえ」などに置き換えて読んだ方が理解しやすい面もある。しかし日本の競技者の間で「精神」という訳語が定着しているので、本項ではこの語を用いた。